# Together Alone
Together Alone – pierwszy album Anouk wydany 16 października 1997 roku.

## Lista utworów
1. „Nobody's Wife”
2. „Together Alone”
3. „It's So Hard”
4. „The Other Side Of Me”
5. „Pictures On Your Skin”
6. „Sacrifice”
7. „Fluid Conduction”
8. „My Life”
9. „It's A Shame”
10. „Time Is A Jailer”
11. „Mood Indigo”